# 富士見町山口
富士見町山口（ふじみまちやまぐち）は、群馬県前橋市の地名。旧富士見村時代は、住所で勢多郡富士見村大字山口の地域である。また、前橋市合併後は粕川町と同じように村名の富士見村が富士見町となり、そのあと大字名がつくため前橋市富士見町○○となる。面積は1.5km2(2013年現在)。郵便番号は371-0107。

## 地理
前橋市の北西、赤城山南西の裾野部の概ね標高300～500メートル付近に位置する地域である。
橘川が地域の西端を北東から南西に流れている。

## 歴史
天和3年に米野村（現:富士見町米野）から分村して成立した地名である。寛永12年からは前橋藩領だった。

### 年表
- 1889年 市町村制が施行され、山口村は近隣13村と合併し南勢多郡富士見村ができる。そのため群馬県南勢多郡富士見村大字山口となる。
- 1896年 郡統合（東群馬郡と南勢多郡の統合）により勢多郡に所属し勢多郡富士見村大字山口となる。
- 1993年4月1日 地域内を通っていた群馬県道大間々宮城子持線が国道353号に昇格し、地域内に初めて国道が通る事となる。
- 2009年 富士見村が前橋市へ編入合併したため、群馬県前橋市富士見町山口となる。
- 2017年5月12日 当町の全域が区域となっている、前橋・赤城地域がチッタスロー国際連盟に加盟する[6]。

## 世帯数と人口
2017年（平成29年）8月31日現在の世帯数と人口は以下の通りである。
| 町丁         | 世帯数 | 人口  |
| ------------ | ------ | ----- |
| 富士見町山口 | 77世帯 | 209人 |

## 小・中学校の学区
市立小・中学校に通う場合、学区は以下の通りとなる。
| 番地 | 小学校             | 中学校               |
| ---- | ------------------ | -------------------- |
| 全域 | 前橋市立石井小学校 | 前橋市立富士見中学校 |

## 交通

### 鉄道
町内に鉄道駅はない。

### バス
関越交通が運行を行っているデマンドバス方式のるんるんバスがある。

### 道路
国道353号が地域の中央を南北に、群馬県道151号津久田停車場前橋線が地域の南部を南北に通っている。

## 施設
- 山口住民センター

## 避難所
当町が避難対象区域となった場合、近隣の富士見町石井にある前橋市立石井小学校に避難する。